# وایتل ل ودز
وایتل ل ودز (به انگلیسی: Whittle-le-Woods) یک روستا و محله مدنی در بریتانیا است که در Borough of Chorley واقع شده‌است. وایتل ل ودز ۵٬۴۳۴ نفر جمعیت دارد.